# Gustavo Bazterrica
Gustavo Mario Bazterrica (Buenos Aires, 24 de junio de 1955) es un músico, compositor, cantante y guitarrista argentino. Apodado como "El Vasco" por su apellido, ha formado parte de bandas de gran importancia en la historia del rock argentino, como La Máquina de Hacer Pájaros, liderada por Charly García, la Banda Spinetta de Luis Alberto Spinetta y Los Abuelos de la Nada, liderada por Miguel Abuelo.
En su edición de septiembre de 2012, la revista Rolling Stone posicionó a Bazterrica en el puesto número 19 de los cien mejores guitarristas del rock argentino.

## Biografía
Debutó profesionalmente en 1974 con Reino de Munt, un efímero grupo de Raúl Porchetto que realizó sólo dos conciertos, aunque junto a los mismos integrantes de aquella banda Bazterrica continuó acompañando a Porchetto hasta fines de 1975, siendo reemplazado por el guitarrista Lito Epumer. También formó parte del grupo Seleste, entre otros junto a Epumer y el músico Gringui Herrera, en una banda que logró un sonido progresivo muy potente aunque sin llegar a grabar ningún disco.
A principios de 1976 se unió a Charly García en La Máquina de Hacer Pájaros, que grabó dos álbumes, y donde Bazterrica desplegó su calidad como guitarrista en temas como "No puedo verme más", "Hipercandombe" y "En las Calles de Costa Rica", entre otros. Bazterrica jugaba a la Pelota Vasca en el Centro Montañés, en la calle Jorge Newbery del barrio de Colegiales, un lugar donde en 1970 habían tocado grupos como Almendra y Vox Dei. Y ahí encontró el lugar adecuado para los primeros meses de ensayos de La Máquina de Hacer Pájaros durante casi todo aquel año de 1976.
Participó del Festival del Amor; formó un trío junto a Oscar Moro (batería) y Rinaldo Rafanelli (bajo), con Alejandro Lerner (teclados) como invitado; e integró una banda alternativa de Luis Alberto Spinetta.
Fue uno de los integrantes de la segunda alineación de Los Abuelos de la Nada formada en 1981 y que grabó los discos Los Abuelos de la Nada, Vasos y Besos e Himno de mi Corazón. Abandonó el grupo en 1985, siendo reemplazado por Gringui Herrera. Paralelamente, Bazterrica ingresó ocasionalmente al grupo soporte de Charly García.
En 1987 editó su único disco solista, llamado Joven blando, acompañado por Moro, Rafanelli y Tito Losavio (guitarra), y contando además con el aporte de músicos invitados, entre ellos Andrés Calamaro y Charly García.

## Fallo Bazterrica
Más allá de su biografía profesional, su nombre también trascendió en el ámbito judicial argentino, dado que el llamado "Fallo Bazterrica", del 29 de agosto de 1986, por ser el primero en el que la Corte Suprema de Justicia de la Nación falló en contra de la penalización de tenencia de drogas ilegales para consumo personal, luego de una causa iniciada contra el músico, y sentó jurisprudencia.

### El antecedente al estándar de Bazterrica
Previo al fallo "Bazterrica", la Corte utilizaba el estándar aplicable del fallo "Colavini" (1978) en cuyo leading case se calificaba severamente el uso de estupefaciente por los graves efectos que producía, comparándolos a los generados por las guerras o las pestes; afirmó que la tenencia personal integraba la cadena de producción, comercialización y consumo, por lo que el tenedor constituía un eslabón necesario de esa serie. Además sostuvo que la tenencia trascendía la intimidad personal, pues solía traducirse en la ejecución de acciones antisociales.

### Elleading casedel Fallo Bazterrica
Con una nueva composición, la Corte Suprema reexaminó el problema y llegó a la conclusión contraria de "Colavini": la tenencia de estupefacientes para consumo personal estaba amparada por la garantía de privacidad del artículo 19 de la Constitución Nacional (que, en su parte pertinente dice: "Las acciones privadas de los hombres que de ningún modo ofendan al orden y a la moral pública, ni perjudiquen a un tercero, están sólo reservadas a Dios, y exentas de la autoridad de los magistrados". Conocido como Principio de Privacidad).
La mayoría de la Corte Suprema  sostuvo que no se debe presumir que en todos los casos esa tenencia tenga consecuencias para la ética colectiva, que no está probado que la incriminación de la tenencia para uso personal evite consecuencias negativas para el bienestar y la seguridad general; que la detención obligatoria no resulta por sí misma beneficiosa: que una respuesta de tipo penal, tendiente a proteger la salud pública de un delito en abstracto, no tendrá siempre un efecto moralizador positivo respecto al consumidor; y, que el Estado no debe imponer planes de vida a los individuos sino ofrecerles libertad para que ellos los elijan.
Cabe resaltar que, además se discutió el derecho de la inviolabilidad del domicilio. En tal sentido, el Máximo Tribunal de Argentina utilizó la teoría del "Fruto del árbol venenoso" o "Doctrina del fruto del árbol envenenado", puesto que el músico fue encontrado en su propio domicilio con los estupefacientes y el acceso al mismo se realizó sin orden de juez competente. Por este motivo, el Alto Tribunal de Justicia sostuvo que todo el proceso se consideró viciado por violarse el artículo 18 de la Constitución Nacional (que reza en su parte pertinente: "(...) El domicilio es inviolable (...) una ley determinará en qué casos y con qué justificativos podrá procederse a su allanamiento y ocupación")  

### La utilización del fallo Bazterrica
El mismo día la Corte Suprema dictó el fallo "Capalbo" donde se expresó de los derechos de salud pública y de los peligros en abstractos, empero, por fundar mal el recurso de apelación (Recurso Extraordinario Federal), se le denegó y no corrió con la misma suerte que el guitarrista Bazterrica.
En el año 1990, la Corte inaugura la tercera etapa con el fallo "Montalvo", retrayéndose a la primera etapa del fallo "Colavini".
Finalmente, con la cuarta etapa, a través del fallo "Arriola", Corte Suprema de Justicia cambia su criterio y se vuelve al criterio adoptado en el Fallo "Bazterrica". Además, exhortó a todos los poderes (Ejecutivo, Legislativo y Judicial) a tomar medidas atinentes al caso. Sostiene una falta de razonabilidad de la ley que incrimina la tenencia de estupefacientes para uso personal con los resultados obtenidos. La Dra. María Angélica Gelli hace hincapié en esta situación, manifestando que se "corrobora a diario por le fracaso ostensible en el logro de sus objetivos".

## Discografía

### La Máquina de Hacer Pájaros
- García y La Máquina de Hacer Pájaros - (1976)
- Películas - (1977)

### Luis Alberto Spinetta
- Only love can sustain - (1980)

### Los Abuelos de la Nada
- Los abuelos de la Nada - (1982)
- Vasos y besos - (1983)
- Himno de mi corazón - (1984)

### Fabiana Cantilo
- Detectives - (1985)

### Solista
- Joven blando - (1987)